# Arvid Labatt
Arvid Isak Labatt, född 13 februari 1874 i Stockholm, död 26 juli 1945 i Arvika, var en svensk läkare.
Arvid Labatt var son till grosshandlaren Henrik Labatt och brorson till Leonard Labatt. Han avlade mogenhetsexamen i Stockholm 1893 och studerade därefter vid Karolinska Institutet och blev 1904 medicine kandidat och 1909 medicine licentiat. Efter förordnanden bland annat vid Söderby sjukhus 1911 var han läkare vid Furs sanatorium 1911–1913 och överläkare vid Värmlands läns sanatorium i Arvika 1913–1941. Labatt var i Arvika bland annat även läkare vid stadsdispensären 1913–1938, vid landsdispensären 1915–1938, vid mjölkdroppen 1917–1934 och vid centraldispensären 1938–1941. Han var sakkunnig läkare hos byggnadskommittén för Hällnäs sanatorium 1920–1926. Labatt var från 1923 medlem i Internationella unionen mot tuberkulos samt 1934–1942 huvudman i Svenska nationalföreningen mot tuberkulos. Han var dessutom ledamot, sekreterare, vice ordförande eller ordförande i flera sammanslutningen och socialvårdsorgan. Labatt företog studieresor till Italien, Tyskland och Danmark 1910. Han författade ett tjugotal skrifter om tuberkulos och tuberkulosvård.